# Masicera caffrea
Masicera caffrea är en tvåvingeart som först beskrevs av Macquart 1846.  Masicera caffrea ingår i släktet Masicera och familjen parasitflugor. Inga underarter finns listade i Catalogue of Life.